# Onkr
Onkr, l'abominable homme des glaces, est une série de bande dessinée franco-belge humoristique dessinée par Tenas et scénarisée par Jean Malac (épisodes 1 à 10) puis Yvan Delporte (épisodes 11 à 14), publiée dans Le Journal de Mickey entre 1961 et 1972. Elle raconte les aventures imaginaires d'une tribu d'hommes préhistoriques (surnommés les « Onkriens ») qui ont survécu jusqu'au XXe siècle par congélation dans les glaces de Sibérie et qui sont découverts par une expédition scientifique européenne. Le titre vient du nom du principal personnage, un homme préhistorique qui s'appelle Onkr.

## Caractéristiques techniques
La série est notamment parue dans le Journal de Mickey entre 1961 et 1972 sous la forme de deux planches par semaine, ainsi que dans d'autres périodiques mais n'avait jamais été publiée en albums avant que le Coffre à BD n'en prenne l'initiative en 2008. Elle comprend environ une quinzaine d'histoires qui se suivent.
Les premières planches de Onkr sont imprimées en bichromie (ton rouge-orangé), puis progressivement, la série passe en couleurs. C'est une bande dessinée riche en évènements qui se succèdent à un rythme souvent rapide. Ce dynamisme est renforcé par des éléments graphiques fréquemment utilisés dans le dessin : traits suggérant la rapidité des déplacements, gouttes de sueur autour du visage des personnages, tourbillons de poussière, lettrage des onomatopées et des cris des personnages…
Il y a dans la série une mise en opposition entre le caractère des « civilisés » de l'équipe de scientifiques (plutôt prudents et timorés) et celui des Onkriens, personnages frustes, courageux et très costauds.

## Synopsis
Une expédition européenne conduite par les professeurs Dugommier (français) et Schmoll (allemand), découvre au fin fond de la Sibérie le corps congelé dans la glace d'un homme préhistorique[réf. nécessaire]. L'homme est décongelé et ramené à la vie. Son premier cri est « Onkr ! » et cela deviendra son nom.
Onkr est amené en France comme une curiosité scientifique, mais il échappe très vite au contrôle de ses accompagnateurs. Il est très costaud et particulièrement turbulent. Il crée une énorme pagaille dans le pays. Les scientifiques ramènent Onkr en Sibérie et découvrent alors toute sa tribu. Ils découvrent également un animal bizarre, de couleur bleue, qui sera appelé le « Onkrakrikru ».
Dès l'épisode Onkr chez les civilisés, Onkr n'est plus accompagné que de son papa, les autres personnages qui le suivaient (le brigadier, Moleskine, le Ouip-Ouip et l'Onkrakrikru) restant dans le labyrinthe des hommes-taupes.
Par la suite, Onkr sera accompagné d'une sorte de « M'oiselle Jeanne ».

## Personnages
- Onkr : le personnage qui donne son nom à la série, c'est un homme préhistorique qui est découvert congelé et ramené à la vie par l'équipe de scientifiques.
- Onkriens : les membres de la tribu de Onkr, ils sont barbus et vêtus de peaux de bêtes. Il s'appellent en fait tous « Onkr », mais avec une prononciation différente pour chacun, selon Onkr. Dans les bulles des dialogues, le texte des paroles des Onkriens est transcrit phonétiquement et tous les mots d'une même phrase sont attachés sans espaces.
- Papa Onkr : le chef de la tribu des Onkriens et le père de Onkr.
- Professeur Dugommier : un des deux scientifiques qui découvrent Onkr, il est le directeur du muséum de Saint-Crépy-sur-Levrette en France.
- Professeur Schmoll : l'autre scientifique qui découvre Onkr, c'est un Allemand, il est le directeur du muséum de Badentropfülbissen en Allemagne.
- Miss Pamela : la secrétaire britannique des professeurs Schmoll et Dugommier.
- Le Brigadier : un brigadier de gendarmerie de Normandie qui rencontre l'équipe de scientifiques en France et les suit lors de la mission de retour en Sibérie ; ayant perdu son képi au début de l'histoire, il porte ensuite en permanence un casque ; il faut attendre plusieurs épisodes pour apprendre qu'il s'appelle Lafleur.
- Professeur Moleskine : un « savant fou », inventeur génial et malfaisant, il ne peut pas s'empêcher de terminer chacune de ses phrases par un calembour.
- Professeur Zinzin : un autre « savant fou », inventeur génial et bienfaisant mais moins efficace que Moleskine dont il est l'ennemi intime.
- Onkrakrikru : un animal préhistorique imaginaire de couleur bleue dont l'allure générale évoque un petit cheval ; une crête, composée de petites plaques dorsales rouges hérissées, s'étend le long de sa colonne vertébrale. Il est découvert dans les glaces de Sibérie et sera apprivoisé par les Onkriens. Il est capable de voler.
- Ouip-Ouip : un petit animal imaginaire et malicieux à l'apparence d'un mammifère : sorte de petit chien à la longue queue agile, très fine et préhensile. Il s'exprime par un seul cri « Ouip-Ouip » et peut rappeler le Giff-Wiff, le petit animal fantastique qui apparaît dans la bande dessinée Pim, Pam et Poum en 1935. La façon dont Ouip-Ouip utilise sa queue rappelle également le Marsupilami.
- Les Kilikilis : un peuple de cavaliers des steppes de Sibérie.
- Les Hommes-Taupes (Lézomtôp) : un peuple qui vit en creusant la terre comme les taupes, ils parlent « à l'envers ».
- Les Grozibous : un peuple ennemi des Hommes-Taupes et qui sait les hypnotiser.
- Les jumeaux onkriens Kastout et Poilu

## Liste des épisodes
Liste des épisodes et numéros correspondants du Journal de Mickey
1. Onkr, l'abominable homme des glaces - no 475 à 559 (1961-1963) et no 561 à 681 (1963-1965)
2. Les Onkriens sont là! - no 682 à 707 (1965)
3. La Chasse à l'Onkrakrikru - no 709 à 744 (1965-1966)
4. Gare aux Kilikilis! - no 745 à 795 (1966)
5. Les Onkriens chez Lézomtôp - no 796 à 839 (1967)
6. Les Grozibous bougent - no 840 à 869 (1968)
7. Onkr chez les Civilisés - no 870 à 891 (1969)
8. Professeur Onkr - no 892 à 913 (1969)
9. Onkr contre Mr. N - no 914 à 935 (1969)
10. Onkr et les trafiquants du trafic - no 936 à 956 (1970)
11. Onkr et le mystère de la Ne chaîne - no 957 à 980 (1970)
12. Onkr et l'armée d'acier - no 981 à 988 et n°990 à 1004 (1971)
13. Onkr en fugue majeur - no 1006 à  1028 (1971)
14. RoméOnkr et Juliette - no 1031 à 1054 (1972)

## Édition
En 2008, Le Coffre à BD a commencé à rééditer la série en ligne sur Internet sous la forme de tomes regroupant chacun environ une quarantaine de planches.
Le Coffre à BD a également commencé à publier à partir de 2008 une édition papier (en couleurs format 30,5 sur 22 cm) intitulée « Onkr, l'abominable homme des glaces : intégrale » :
- Tome 1[2] :  82 premières planches de la série, initialement publiées dans le journal de Mickey du no 475 (1961) au no 515 (1962) (ISBN 978-2-350-07080-3).
- Tome 2 : 88 planches initialement publiées dans le journal de Mickey du no 516 (1962) au no 559 (1963) (ISBN 978-2-350-07089-6).
- Tome 3 : 82 planches initialement publiées dans le journal de Mickey du no 561 au no 598 (1963) (ISBN 978-2-350-07097-1).
- Tome 4 : 84 pages contenant 80 planches initialement publiées dans le journal de Mickey du no 599 (1963) au no 638 (1964) (ISBN 978-2-350-07105-3).
- Tome 5 : 90 pages contenant 86 planches initialement publiées dans le journal de Mickey du no 639 (1964) au no 681 (1965) (ISBN 978-2-350-07125-1).
- Tome 6 : Les Onkriens sont là !, 56 pages contenant 52 planches initialement publiées dans le journal de Mickey du no 682 au no 707 (1965).
- Tome 7 : La chasse à l'Onkrakrikru, 76 pages contenant 72 planches initialement publiées dans le journal de Mickey du no 709 (1965) au no 744 (1966).
- Tome 8 : Gare aux Kilikilis !, 102 pages contenant 98 planches initialement publiées dans le journal de Mickey du no 745 au no 795 (1966).